# Фоксом (тауншип, Миннесота)
Фоксом (англ. Foxhome) — тауншип в округе Уилкин, Миннесота, США. На 2000 год его население составило 102 человека.

## География
По данным Бюро переписи населения США площадь тауншипа составляет 90,6 км², из которых 90,6 км² занимает суша, водоёмов нет.

## Демография
По данным переписи населения 2000 года здесь находились 102 человека, 37 домохозяйств и 29 семей. Плотность населения —  1,1 чел./км². На территории тауншипа расположено 54 постройки со средней плотностью 0,6 построек на один квадратный километр. Расовый состав населения: 99,02 % белых, 0,98 % — других рас США. Испанцы или латиноамериканцы любой расы составляли 0,98 % от популяции тауншипа.
Из 37 домохозяйств в 35,1 % воспитывались дети до 18 лет, в 70,3 % проживали супружеские пары, в 5,4 % проживали незамужние женщины и в 21,6 % домохозяйств проживали несемейные люди. 18,9 % домохозяйств состояли из одного человека, при том 13,5 % из — одиноких пожилых людей старше 65 лет. Средний размер домохозяйства — 2,76, а семьи — 3,17 человека.
28,4 % населения — младше 18 лет, 5,9 % — в возрасте от 18 до 24 лет, 23,5 % — от 25 до 44, 28,4 % — от 45 до 64, и 13,7 % — старше 65 лет. Средний возраст — 41 год. На каждые 100 женщин приходилось 104,0 мужчин. На каждые 100 женщин старше 18 приходилось 102,8 мужчин.
Средний годовой доход домохозяйства составлял 49 583 доллара, а средний годовой доход семьи —  54 063 доллара. Средний доход мужчин —  27 188  долларов, в то время как у женщин — 24 375. Доход на душу населения составил 23 049 долларов. За чертой бедности не находилась ни одна семья и 1,7 % всего населения тауншипа.